# Ascocentrum
Die Einteilung der Lebewesen in Systematiken ist kontinuierlicher Gegenstand der Forschung. So existieren neben- und nacheinander verschiedene systematische Klassifikationen. 
Das hier behandelte Taxon ist durch neue Forschungen obsolet geworden oder ist aus anderen Gründen nicht Teil der in der deutschsprachigen Wikipedia dargestellten Systematik.
Ascocentrum war eine Gattung innerhalb der Familie der Orchideen (Orchidaceae). Der Gattungsname ist seit 2005 ein Synonym für die Gattung Vanda, mit der Ascocentrum zusammengelegt wurde.

## Systematik und botanische Geschichte

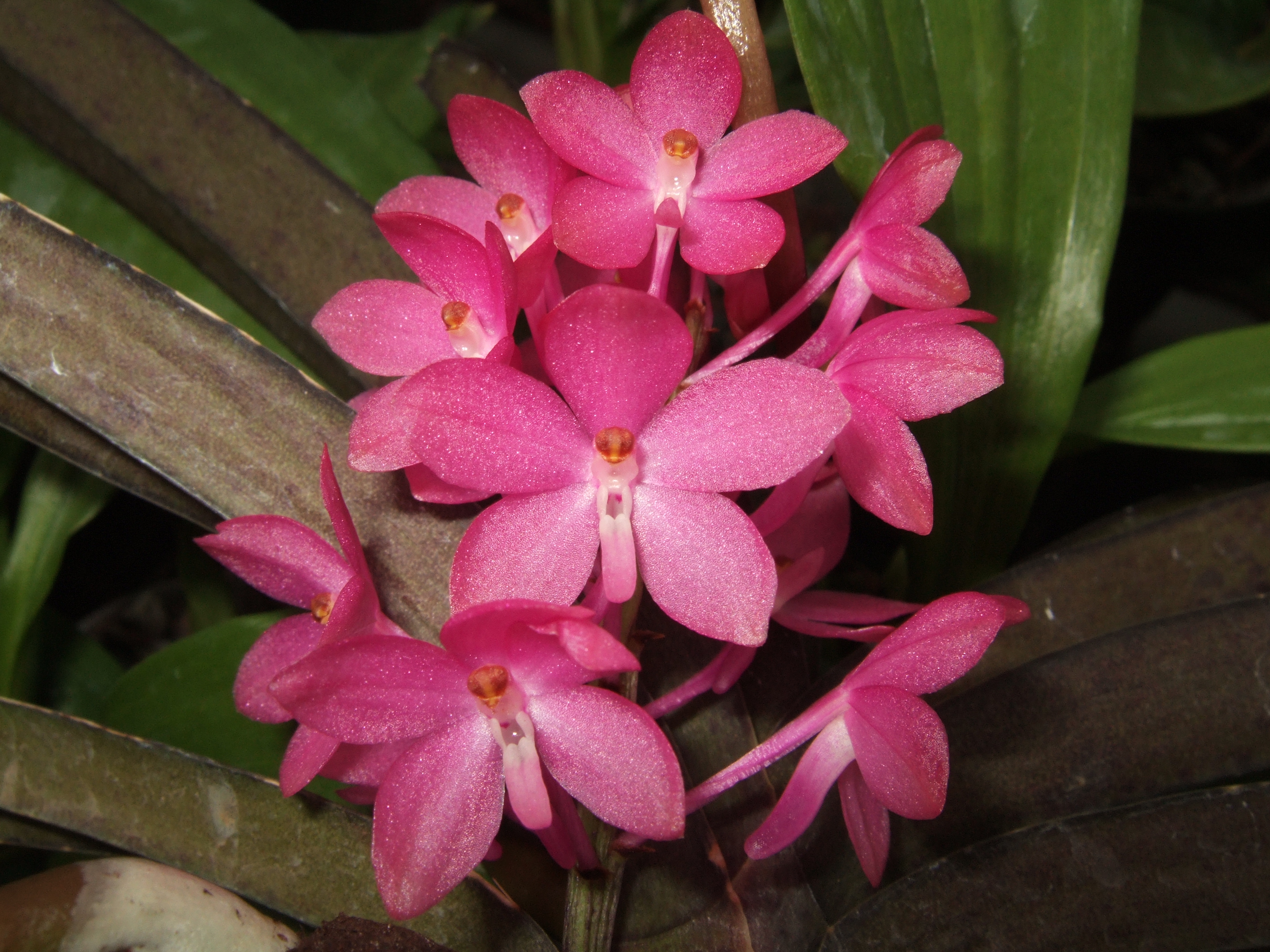
Vanda ampullacea, Syn.: Ascocentrum ampullaceum

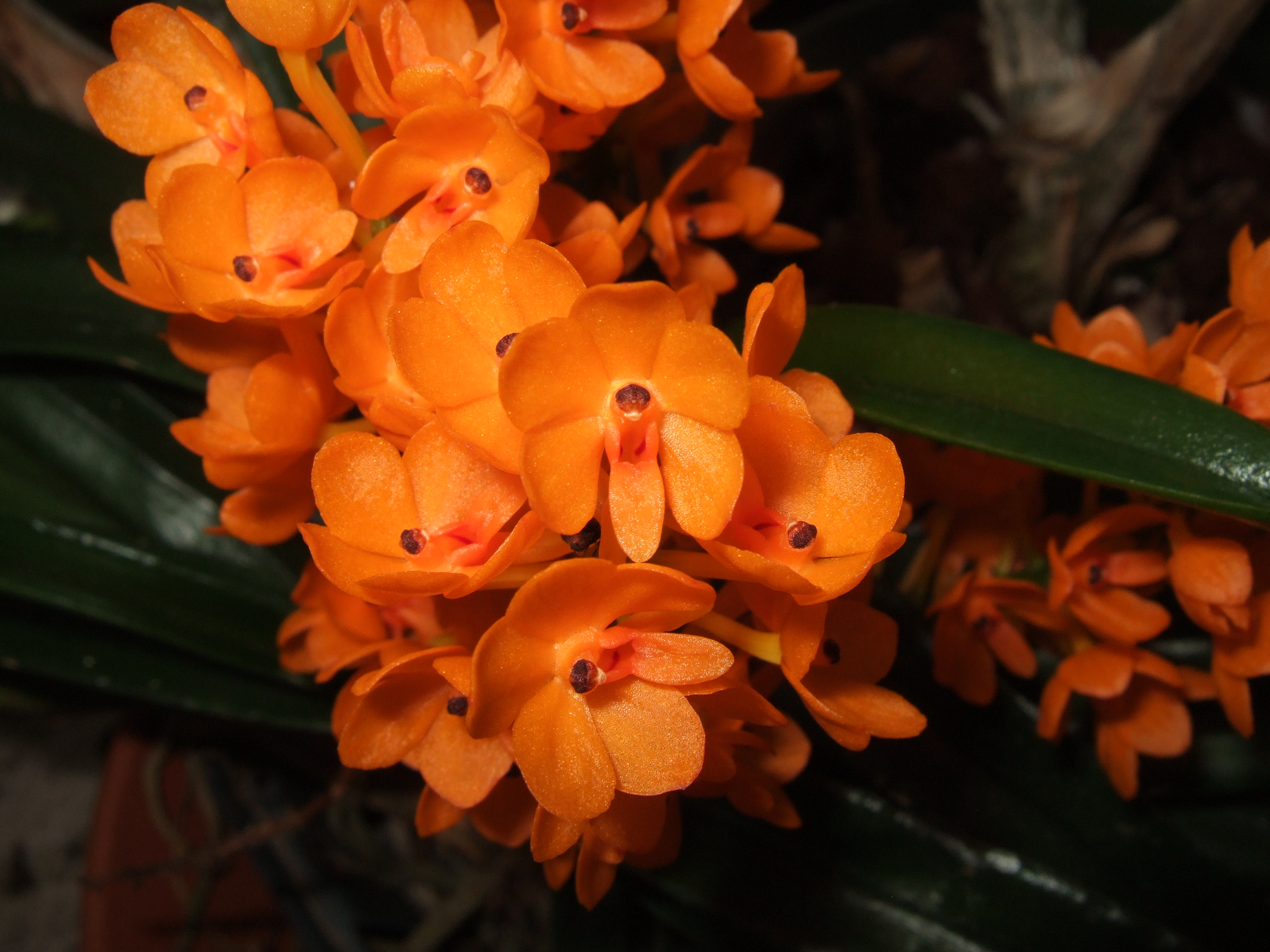
Vanda garayi, Syn.: Ascocentrum garayi

Die Gattung Ascocentrum wird zur Subtribus Aeridinae gezählt. Kreuzungen mit zahlreichen verwandten Gattungen, wie Arachnis, Phalaenopsis, Renanthera und Vanda wurden realisiert.
Einige Arten der Gattung Ascocentrum waren schon im 19. Jahrhundert bekannt und wurden innerhalb der Gattung Saccolabium beschrieben. In den Jahren von 1913 bis 1921 benannten Rudolf Schlechter und Johannes Jacobus Smith insgesamt sieben Arten in der Gattung Ascocentrum. Weitere Arten wurden vor allem von Seidenfaden und Christenson ab 1970 beschrieben.
Aufgrund von DNA-Untersuchungen wurde die Gattung Ascocentrum 2005 zu einem Synonym und in die Gattung Vanda integriert.